# Komödiantenkinder
Komödiantenkinder (englisch The Seven Little Foys) ist eine US-amerikanische Filmkomödie von Melville Shavelson aus dem Jahr 1955 mit Bob Hope als Eddie Foy in der Hauptrolle. Die Autoren Melville Shavelson und Jack Rose wurden 1956 für einen Oscar für das beste Originaldrehbuch nominiert.

## Handlung
Eines Abends im Jahr 1898 erfährt Eddie während eines Soloauftritts in einer Revue, dass der einflussreiche Talentagent Barney Green gekommen ist, um sich seinen Auftritt als mögliche Ergänzung zum Programm des Palace anzusehen. Der ängstliche Eddie, der Frauen als Hindernis für den Erfolg im Showgeschäft betrachtet, weigert sich, mit der neu angekommenen italienischen Balletttänzerin Madeleine Morando und ihrer Begleiterin, seiner Schwester Clara, die Garderobe zu tauschen, obwohl Madeleine mit ihm flirtet. Als die Morandos wiederholt Zugaben verlangen und damit drohen, den gelangweilten Barney aus dem Theater zu werfen, gesellt sich Eddie zu ihnen auf die Bühne und verwandelt ihre ernste Vorstellung in eine Komödie. Barney lacht hysterisch über Eddies improvisierten Witz und bietet ihm nach der Vorstellung einen vierwöchigen Vertrag an. Eddie ist überglücklich, bis Barney ihm mitteilt, dass das Angebot nur gilt, wenn die Morandos Teil seiner Show werden. Eddie, der verzweifelt versucht, im Palace aufzutreten, lädt Madeleine zum Essen ein und schenkt ihr Champagner ein. Doch bevor er auf den Vertrag zu sprechen kommt, taucht Barney auf, der davon ausgeht, dass Madeleine bereits Bescheid weiß, und erwähnt den Deal.
Wütend stürmt Madeleine aus dem Restaurant, gefolgt von Eddie. Obwohl Eddie sich entschuldigt und zugibt, dass er sich zu Madeleine hingezogen fühlt und sie küsst, trennen sich die Wege der beiden. Während Eddie in den Westen reist, kehrt Madeleine mit Clara nach Italien zurück. Einige Zeit später erhält Eddie in San Francisco einen Brief von Madeleine, in dem sie ihn über ihre bevorstehende Heirat mit einem italienischen Verehrer informiert. Eddie eilt zur Mailänder Scala, wo Madeleine probt, und macht ihr nach langem Zögern einen Heiratsantrag. Madeleine sagt freudig zu und willigt ein, mit Clara in Eddies Ensemble aufzutreten. Doch als sie nach den Flitterwochen in New York ankommen, teilt Clara Eddie mit, dass seine Frau schwanger ist und nicht auftreten kann. Trotz des Rückschlags für seine Karriere nimmt Eddie die Nachricht gelassen auf, und sieben Monate später wird Bryan, genannt „Brynie“, geboren. Eddie setzt seine Tournee als Varietékünstler fort, doch als Madeleine ihm eröffnet, dass sie ein weiteres Kind erwartet, beschließt er, „sesshaft“ zu werden, indem er sich der Besetzung eines Theaterstücks anschließt. Später befinden sich Eddie und die fünfjährige Brynie hinter der Bühne des Iroqouis Theatre in Chicago, wo Eddie die Hauptrolle in Mr. Blue Beard spielt, als ein Feuer ausbricht. Nachdem er sich vergewissert hat, dass Brynie in Sicherheit ist, geht Eddie auf die Bühne, um das in Panik geratene Publikum zu beruhigen, und wird für seine Bemühungen als Held gefeiert. Eddie wird daraufhin für eine Reihe von Broadway-Shows engagiert, und Madeleine bringt fünf weitere Kinder zur Welt.
Um Madeleines Traum von einem Leben auf dem Land zu erfüllen, kauft Eddie der Familie ein großes, aber heruntergekommenes Haus im ländlichen New Rochelle, New York, und schenkt seiner Frau einen Verlobungsring. Madeleine ist von dieser Geste gerührt und beschwert sich nicht, als Eddie zurück in die Stadt eilt, um bei einer Hommage an George M. Cohan aufzutreten. Clara und die Kinder werfen Eddie jedoch vor, seine elterlichen Pflichten zu vernachlässigen und sich seinen persönlichen Ambitionen hinzugeben. Später, nachdem Eddie seine Tournee wieder aufgenommen hat, erkrankt Madeleine schwer, aber sie beschließt, Eddie nichts davon zu sagen. Als Eddie nach New York zurückkehrt, erfährt er, dass Cohan ihn im Friars Club zum „Vater des Jahres“ ernannt hat, und statt nach Hause zu fahren, geht er zum Abendessen. Nachdem er mit Cohan auf dem Tisch getanzt hat, fährt Eddie nach New Rochelle und ist am Boden zerstört, als ihm ein Priester mitteilt, dass Madeleine am selben Tag gestorben ist. Sechs Monate später besucht Barney Eddie in New Rochelle und macht ihm Vorwürfe, weil er seine Kinder verwöhnt und die Bühne aufgegeben hat. Entschlossen, Eddies Karriere wiederzubeleben, kündigt Barney ein Engagement an und schlägt Eddie vor, seine Kinder in seine Show aufzunehmen. Eddie ist skeptisch, vor allem als er sieht, wie seine untrainierten Kinder versuchen zu singen und zu tanzen, aber er verbringt die nächsten Wochen damit, sie zu trainieren. Eddie Foy und die sieben kleinen Foys sind ein sofortiger Erfolg, und Eddie organisiert einen Tutor für sie, während sie durch das Land touren. Clara missbilligt jedoch den vagabundierenden Lebensstil und bittet Eddie, die Kinder zu Weihnachten zu sich nach Hause zu nehmen. Eddie willigt ein, aber Barney verkündet später, dass er die Familie ab Weihnachten im Palace untergebracht hat. Eddie weigert sich, auf das lang ersehnte Engagement zu verzichten, und trotz Claras und des Unmuts der Kinder tauchen die Foys am Weihnachtstag auf.
Ohne Eddies Wissen hat Clara Agenten der Society for the Prevention of Cruelty to Children (Gesellschaft zur Verhinderung von Kindesmisshandlung) zur Show mitgebracht, und Eddie wird daraufhin vor das New Yorker Jugendgericht gestellt. Eddie wird mit einem lokalen Gesetz konfrontiert, das es verbietet, Kinder gegen Geld zu unterhalten. Er bekennt sich schuldig, erklärt aber, dass er seinen Kindern nur das einzige Handwerk beibringen wollte, das er kannte. Die Kinder springen auf, um Eddie zu verteidigen, und erklären, dass sie das Showgeschäft und ihren Vater lieben. Der Richter ist von ihren Gefühlen gerührt, behauptet aber, dass Eddie trotzdem gegen das Gesetz verstoßen habe. Später in New Rochelle schockiert Eddie die Stadt, als er mit Clara und den Kindern zum ersten Mal die Sonntagsmesse besucht.

## Produktion
Die Arbeitstitel dieses Films waren „The Eddie Foy Story“ und „Eddie Foy and the Seven Little Foys“. Hope Enterprises handelte sich einen Gewinnanteil von 44 Prozent des Films aus. Die Dreharbeiten fanden in Sierra Madre in Kalifornien statt. Die Produktion fand zwischen dem 2. August und dem Ende September 1954 statt. Der Film wurde mit den Verfahren Technicolor und VistaVision produziert.
James Cagney spielte den Bühnenproduzenten George M. Cohan bereits 1942 in der Filmbiografie Yankee Doodle Dandy und hatte hierfür einen Oscar erhalten. Hier verkörperte er erneut Cohan in einem Cameo-Auftritt, für den er keine Gage erhielt.

## Veröffentlichung
Sowohl die Weltpremiere des Films am 1. Juni 1955 in Sydney als auch seine Premiere in Los Angeles waren Benefizveranstaltungen für den Cerebral Palsy Fund.

## Besetzung und Synchronisation
Die deutsche Synchronisation des Films übernahm die Berliner Synchron GmbH Wenzel Lüdecke in Berlin, nach einem Dialogbuch und nach Dialogregie von C.W. Burg.
| Rolle             | Darsteller      | Deutscher Sprecher    |
| ----------------- | --------------- | --------------------- |
| Barney            | George Tobias   | Wolfgang Eichberger   |
| Clara             | Angela Clarke   | Ursula Grabley        |
| Eddie Foy         | Bob Hope        | Georg Thomalla        |
| Erzähler          | (Charley Foy)   | Siegfried Schürenberg |
| George M. Cohan   | James Cagney    | Horst Niendorf        |
| Impressario       | Richard Shannon | Jan Hendriks          |
| Madeleine Morando | Milly Vitale    | Marion Degler         |
| Pfarrer #1        | Joe Flynn       | Friedrich Joloff      |
| Pfarrer #2        | Noel Drayton    | Robert Klupp          |
| Richter           | Herbert Heyes   | Paul Wagner           |
| Weihnachtsmann    | Oliver Blake    | Hans Emons            |

## Weitere Versionen
- Bob Hope moderierte am 24. Januar 1964 eine einstündige Fernsehfassung von Komödiantenkinder im Rahmen der NBC-Serie Bob Hope Presents the Chrysler Theatre. In der Fernsehfassung spielten Eddie Foy Jr. seinen Vater, Mickey Rooney den George Cohan und The Osmonds die Kinder von Mr. Foy. Der junge Foy spielte ursprünglich seinen Vater in dem Film Yankee Doodle Dandy.
- Im Jahr 2007 wurde im Seven Angels Theater in Waterbury, Connecticut, die erste von Chip Deffaa geschriebene Musicalversion von Komödiantenkinder (mit Liedern, die durch die Foys berühmt geworden sind, und eigenen Kompositionen von Deffaa) uraufgeführt. Diese Version wurde im Juli 2012 im York Theater in New York City im Rahmen der Developmental Reading Series aufgeführt.